# I Am Belarusian
"I Am Belarusian" (česky Já jsem Bělorus/Běloruska, dříve "Born in Bielorussia" nebo "Born in Byelorussia") je píseň, kterou složili Jevgenyj Olejnik a Svetlana Geraskova. Anastasia Vinnikava měla s touto písní reprezentovat Bělorusko na Eurovision Song Contest 2011, poté co byla interně vybrána veřejnoprávním běloruským vysílatelem. Nicméně musela být stažena poté, co se zjistilo, že byla zveřejněna v létě 2010. Následně byla nahrazena jinou skladbu s názvem "I Love Belarus" (česky Miluji Bělorusko).